# Marco Volpato
Marco Volpato (Vicenza, 5 maggio 1990) è un pallavolista italiano, centrale del Cuneo.

## Carriera

### Club
La carriera di Marco Volpato inizia nel 2005 nella giovanili dell'Altair di Vicenza. Nella stagione 2007-08 viene ingaggiato dal Bassano con cui disputa la Serie D, mentre nella stagione successiva viene promosso in prima squadra, in Serie A2: resta legato al club di Bassano del Grappa per altre tre annate, disputando la Serie B1 dopo la retrocessione al termine della stagione 2009-10.
Nel campionato 2012-13 passa al Padova, in Serie A2: nell'annata 2013-14 conquista la Coppa Italia di Serie A2 e la promozione in Superlega, categoria dove milita con la stessa squadra a partire dalla stagione 2014-15. Dopo undici annate in Veneto, per la stagione 2023-24 si accasa al Cuneo, in Serie A2, dove ottiene una nuova promozione in Superlega e la vittoria nella supercoppa di categoria.

## Palmarès

### Club
- Coppa Italia di Serie A2: 1

2013-14
- Supercoppa italiana di Serie A2: 1

2025